# Jardín Botánico de la Universidad de Ulm

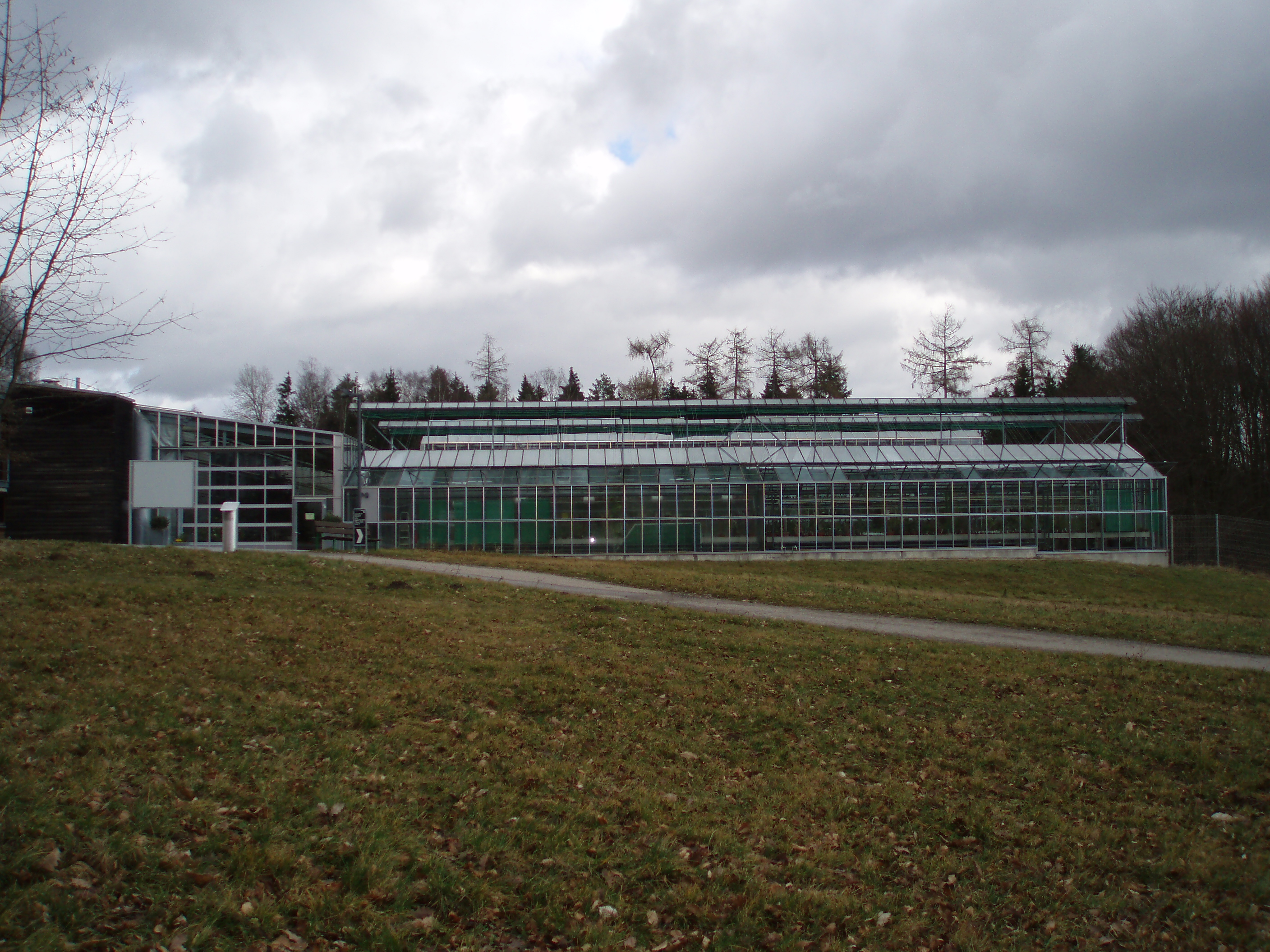
Los invernaderos del "Botanischer Garten Ulm".

El Jardín Botánico de la Universidad de Ulm (en alemán: Botanischer Garten der Universität Ulm) es un jardín botánico de unas 28 hectáreas de extensión que se encuentra administrado por la Universidad de Ulm. Las siglas por las que se reconoce internacionalmente son ULM.

## Localización
El jardín se encuentra lindando con los edificios de la universidad en su costado sureste y en la parte superior con Eselsberg. 
El "Botanischer Garten der Universität Ulm" se encuentra en 
Hans-Krebs-Weg, D-89069 Ulm, Alemania
- Teléfono: 0731 502 2686

## Historia
El área del actual jardín botánico, era en épocas anteriores un campo de tiro. El permiso del jardín fue concedido por el ministerio de ciencia en Stuttgart en 1981. Entre 1980/1981, con la excavación del área del centro clínico, fueron modelados y dispuestos topograficamente unos 150.000 m³. En 1986 se erigieron las primeras edificaciones. El arboretum fue puesto a punto en tres etapas, desde 1992 hasta 1994.

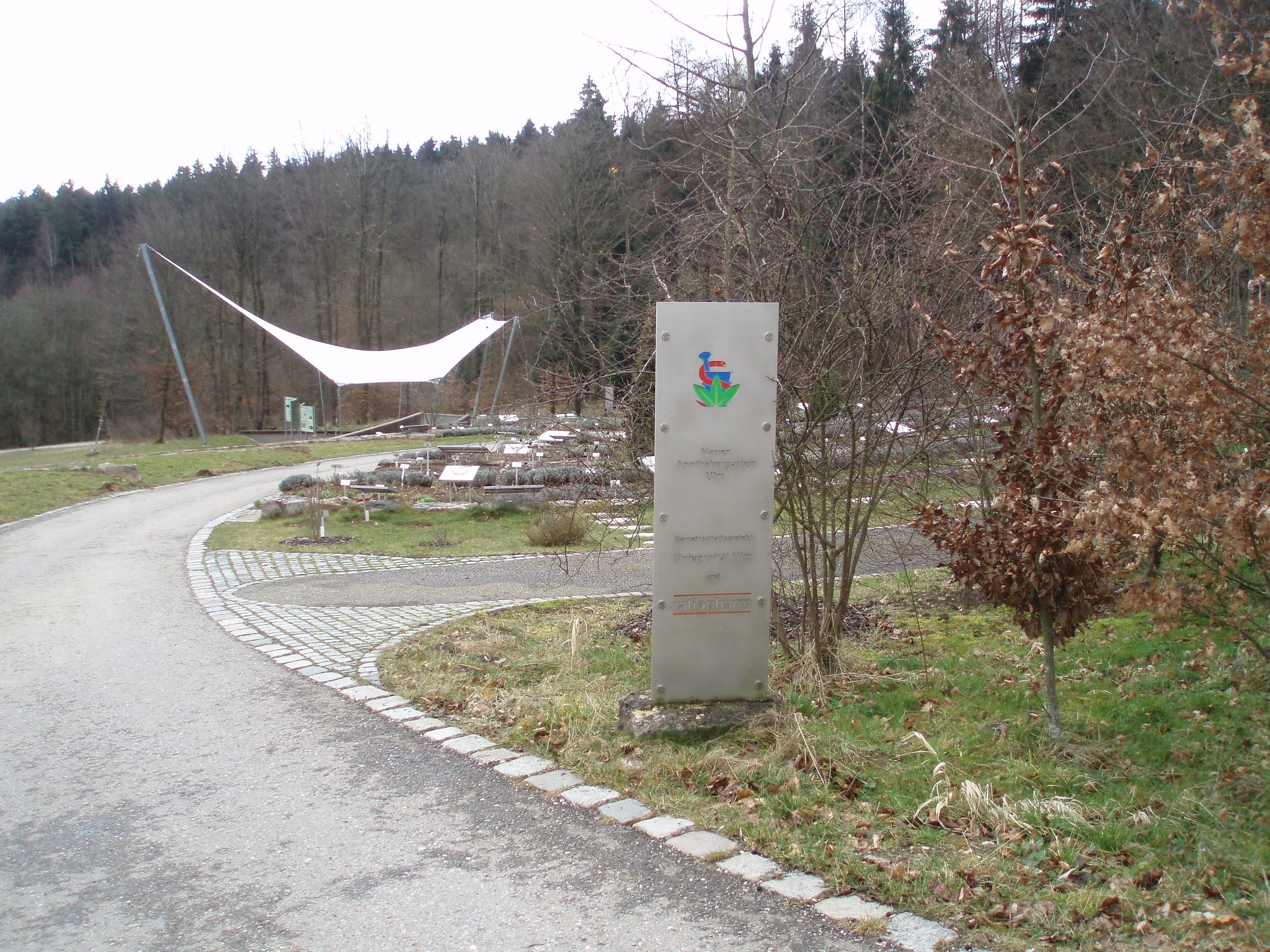
El "nuevo jardín del farmacéutico" del "Botanischer Garten Ulm".

En 1997 se edificaron dos casas tropicales y otras extensiones fueron añadidas. Las plantaciones del jardín de la granja se efectuaron entre 1999 y el 2000, el cual siguió a una rosaleda de 1998. 
En el 2001 fruto de la cooperación con la firma farmacéutica Ratiopharm se acondicionó el "nuevo jardín del farmacéutico".
Entre el 2001 y el 2002 se crearon los edificios de la administración y recepción. 

## Colecciones
Entre sus colecciones son de destacar
- Arboretum
- Invernaderos
- Jardín de la granja
- Rosaleda
- Nuevo jardín del farmacéutico, colección de plantas medicinales.
- Colección de plantas de la familia Annonaceae,
- Plantas de la familia Asclepiadaceae.

Además en su recinto se mantiene un banco de germoplasma con capacidad de mantener semillas con propiedades germinativas durante un término medio, conteniendo 200 acesiones, representando 150 especies. 